# بهروزه خانم
بهروزه خانم (بالفارسية: بهروزه خانم) (القرن السادس عشر) كانت زوجة الشاه إسماعيل الأول ملك بلاد فارس (حكم من 1501 إلى 1524).
جاءت إلى الحريم الصفوي الإمبراطوري كجارية عند الشاه إسماعيل، الذي جعلها زوجته الثالثة.
تم القبض عليها بعد معركة جالديران وتم نقلها إلى القسطنطينية، حيث تزوجت في النهاية من أحد القضاة.